# Platypus
Platypus – amerykańska supergrupa muzyczna wykonująca rock progresywny z wpływami jazz fusion, powstała 1997 roku z inicjatywy basisty Johna Myunga znanego z grupy Dream Theater oraz instrumentalisty klawiszowca Dereka Sheriniana znanego z grupy Planet X. Muzycy zaprosili do współpracy gitarzystę Ty Tabora znanego z grupy King’s X oraz perkusistę Roda Morgensteina znanego z grupy Dixie Dregs. W tym składzie zespół wydawał dwa albumy zatytułowane When Pus Comes to Shove w 1998 roku oraz Ice Cycles w roku 2000. Wkrótce po wydaniu drugiego albumu zespół został rozwiązany.

## Dyskografia
- When Pus Comes to Shove (1998)[3]
- Ice Cycles (2000)[4]